# Dylan Nahi
Dylan Nahi, född 30 november 1999, är en fransk handbollsspelare som spelar för Łomża Vive Kielce och det franska landslaget. Han är högerhänt och spelar som vänstersexa.